# Giovanni Mantese
Giovanni Mantese (Monte di Malo, 4 gennaio 1912 – Vicenza, 18 novembre 1992) è stato un presbitero e storico italiano.

## Biografia
Ordinato sacerdote il 6 giugno 1936, conseguì presso l'Università Gregoriana di Roma la laurea in Storia della Chiesa nel 1939 con una tesi su "Pietro Tamburini e il giansenismo bresciano", pubblicata nel 1942; inoltre presso il Pontificio Istituto Superiore di Musica Sacra ottenne il Magistero in Canto Gregoriano e la Licenza in Composizione Sacra.
Nel 1963 ottenne la libera docenza in Storia della Chiesa di cui tenne la cattedra nella Facoltà di Lettere e Filosofia dell'Università di Padova.
Dedicò la sua opera nelle ricerche di storia ecclesiastica e civile pubblicando numerose opere. Il suo lavoro fu commentato in due libri: L'opera storiografica di Giovanni Mantese e Giovanni Mantese e il rinnovamento della storiografia vicentina per il Medioevo.

## Opere pubblicate
- Memorie storiche della Chiesa Vicentina, edito da Accademia Olimpica, Vicenza
  - vol. I Dalle origini al Mille (1952, 2002)
  - vol. II  Dal Mille al Milletrecento (1954, 2002)
  - vol. III/1 Il Trecento (1958, 2002)
  - vol. III/2 Dal 1404 al 1563 (1964)
  - vol. IV/1 Dal 1563 al 1700 (1974, 1993)
  - vol. IV/2 Dal primo Settecento all'annessione del Veneto al Regno d'Italia (1982)
  - vol. V  Dal Risorgimento ai nostri giorni (1954)
- San Vito di Leguzzano, dalle origini ai giorni nostri, edizione del Comune di San Vito di Leguzzano (VI) 1959
- I Castelli medievali nel Vicentino (1979), in collaborazione con A. Canova, edito da Accademia Olimpica di Vicenza
- Il palazzo Trissino al Duomo ora sede della Cassa di Risparmio di Vicenza (1978), in collaborazione con M. Dalla Via, edito da Accademia Olimpica di Vicenza
- Storia di Noventa Vicentina (1991), edito dal Comune di Noventa Vicentina

Nei Quaderni dell'Accademia Olimpica:
- I mille libri che si leggevano e vendevano a Vicenza alla fine del secolo XVI (n. 4, 1968)
- Per una storia dell'arte medica a Vicenza (n. 5)
- I mille libri che si leggevano e compravano a Vicenza alla fine del secolo XVII (n. 9, 1976)
- I mille libri che si leggevano e compravano a Vicenza alla fine del secolo XVIII (n. 12, 1978)

In Odeo Olimpico:
- Vicenza sacra alla fine del XIII e principio del XIV secolo in documenti inediti dell'Archivio Vaticano (III, 1943, pp. 117–198)
- Prestatori di denaro a Vicenza nel secolo XIII (IV, 1943-1963, pp. 49–79)
- Tre cappelle gentilizie nelle chiese di San Lorenzo, San Michele, Santa Corona di Vicenza (VI, 1966-67, pp. 227–258; VII, 1968-69, pp. 224–258)
- La famiglia Thiene e la riforma protestante a Vicenza nella seconda metà del secolo XVI (VIII, 1969-70, pp. 81–186)
- Il Cardinale Gaetano De Lai a 50 anni dalla morte (XV-XVI, 1983, pp. 121–131)
- Storia di Schio (1955), edito dal Comune di Schio.
- Storia di Valdagno (1966), edito dal Comune di Valdagno.
- La comunità di Tretto. Appunti storici (1969).
- Storia di Arzignano (1985), edito dal Comune di Arzignano.
- Storia di Fongara (1991).
- Scritti scelti di storia vicentina, vol. 1, 1982, edito da Neri Pozza.